# ستوديو سيليكون
ستوديو سيليكون (بالإنجليزية: Silicon Studio)، هي شركة يابانية تقوم بإنتاج وتطوير ألعاب الفيديو، تأسست سنة 2000، وتقع مقرها في العاصمة اليابانية طوكيو.